# Repatriación de los Pieds-Noirs
La repatriación de los franceses de Argelia (llamados pieds-noirs) ocurrió entre 1962 y 1965 con motivo de la independencia de Argelia de Francia, que había sido colonia francesa entre 1830 y 1962 (véase: Argelia francesa). 
Alrededor de 1 millón de franceses de Argelia fueron movilizados desde los departamentos franceses de Argelia hasta la Francia metropolitana. También huyeron a Francia los soldados harkis supervivientes (soldados árabes que lucharon en el lado francés en la guerra de Independencia de Argelia). Para la comunidad de pieds-noirs (franceses de Argelia llamados popularmente «pies negros» por sus botas negras, que los distinguían de la población local magrebí)[cita requerida] supuso un evento traumático, ya que muchos de ellos habían nacido y crecido en Argelia y, en general, desconocían la Francia europea. 
Además, no fue una repatriación voluntaria, pues el Ejército de Liberación Nacional (ELN), el brazo armado del Frente de Liberación Nacional (FLN, جبهة التحرير الوطني) planificó ataques, secuestros y otros delitos contra los europeos de Argelia para motivar su partida. Es por ello que también se conoce a este evento como éxodo de los pieds-noirs.

## Demografía de los repatriados
La inmensa mayoría de los pieds-noirs repatriados son franceses residentes en Argelia, cuyos antepasados eran franceses europeos. También había una importante afluencia de inmigrantes de España (sobre todo tras la caída de la II República, desde la Comunidad Valenciana, Islas Baleares y Cataluña), Malta, Italia, Suiza y Alemania, entre otros.
También se incluían entre los repatriados a árabes y bereberes argelinos, musulmanes o no, y a judíos sefarditas que habían sido naturalizados franceses por el decreto Cremieux de 1870, o en 1961 para los judíos de Mzab (se calcula que entre 1962 y 1965 llegaron a Francia alrededor de 100.000 judíos).

## Causas
Los franceses de Argelia fueron expulsados mediante mecanismos considerados como limpieza étnica, sin embargo en el contexto de ocupación se considera que fue parte del proceso de descolonización y expulsión de colonos invasores.[cita requerida] Los representantes del FLN anunciaron en 1960 que «excluían de cualquier futuro a los no-musulmanes». Ahmed Ben Bella, el primer presidente de la nueva y soberana Argelia reconoció 30 años después de la independencia que él «no podía concebir una Argelia con 1.500.000 de pieds noirs».
En 1926, los pieds-noirs suponían un 15'2% de la población de Argelia. En 1959, eran el 10'4% (1.025.000). El 5 de julio de 1962, el día de la independencia de Argelia, tuvo lugar en Orán el evento conocido como Masacre de Orán, en el cual casi 700 pieds-noirs fueron asesinados con arma blanca en apenas un par de horas. También ocurrieron secuestros; se denunciaron al menos 1.630 secuestrados o desaparecidos.

## Consecuencias
Los principales puertos de llegada de los pieds-noirs fueron Marsella y Niza (en Provenza-Alpes-Costa Azul), así como Portvendres en Rosellón.
En mayo de 1962, entre 8 y 10 mil pieds-noirs partieron diariamente hacia Francia. 350 mil en junio de ese año, 120 mil en julio y 50 mil en octubre. A principios de 1963 quedaban 200 mil franceses en Argelia.
En general, esta llegada masiva se percibió negativamente y su recepción fue mala; El otrora alcalde socialista de Marsella, Gaston Defferre, pidió en julio de 1962 Qu'ils aillent se réadapter ailleurs («que se vayan a readaptarse a otro sitio»). La organización de esta repatriación fue caótica, y una cuarta parte de los bienes desembarcados de los pieds-noirs fueron dañados o robados por iniciativa de los estibadores afiliados a la CGT.

«De 1962 a 1968, [los pieds-noirs] significaron el 50% del crecimiento poblacional de Marsella y Perpiñán, el 60% de Tolón y el 70% de Niza. Revivieron algunas áreas del suroeste y el Macizo Central: el 55% del crecimiento del Mediodía-Pirineos y del Languedoc-Rosellón es atribuible a ellos, el 33% de Aquitania y Provenza. Sin ellos, Lemosín habría visto disminuir su población.»
Pierre Baillet, L'intégration des rapatriés d'Algérie en France (1975)